# BGM-109G 그리폰
BGM-109G GLCM 또는 BGM-109G 그리폰은 미국의 지상발사형 순항 미사일이다. 1991년에 퇴역했다.

## 핵탄두
토마호크 미사일은 재래식 탄두도 탑재하지만, 그리폰은 오직 W84 핵탄두만을 탑재한다. W84 핵탄두는 2단계 내폭형 수소폭탄이며, 무게 176 kg, 폭발력 0.2~150 kt이다.

## 미소경쟁
1980년대 초반은 미국 공화당 레이건 대통령과 소련 브레즈네프 서기장이 중거리 핵미사일로 경쟁한 사건이 세계적으로 매우 이슈가 되었다. 2000년대에 미국의 유럽에 패트리어트 미사일 설치와 러시아의 유럽에 SS-26 배치라는 대립관계 처럼, 1980년대 초반에도 그러한 미소경쟁이 있었다.
1979년 소련은 유럽에 SS-20 중거리 핵미사일을 배치했다. 14곳의 발사장이 있었다. 이에 대한 대응조치로서, 미국은 서독에 퍼싱2 중거리 핵미사일과 BGM-109G GLCM 지상발사형 크루즈 핵미사일을 배치하려 했다.
당시 미소간의 대립은 매우 팽팽한 긴장을 유발하였는데, 양국이 한 발 물러나 상호간에 중거리 핵미사일 유럽배치가 취소되자, 소련은 SS-20을 극동지역으로 이동시켰다. 한국과 일본에 있는 미군이 중거리 핵미사일을 보유하고 있다는 이유에서였다.
1987년 드디어 INF 조약이 체결되어, 양측이 중거리 핵미사일을 모두 폐기하는데 합의하였다.

## 현무-3
2016년 현재 대한민국 육군은 그리폰과 같은 지상 트럭 발사형 순항 미사일인 현무-3를 실전배치중이다. 미국 그리폰이 핵탄두만 탑재했지만, 한국 현무-3는 재래식 탄두만 탑재했다.

## 같이 보기
- SSC-X-4/RK-55
- 몰즈워스 공군기지